# Babyboomgenerationen
| Babyboomgenerationen |
| --- |
| Ung kvinna med en "folkabubbla", ett exempel på generationens framtidsoptimism. - Betydelse – kulturell generation - Definition – födda cirka 1945–1964 - Miljö – stora barnkullar, efterkrigsgeneration, ekonomisk tillväxt, kalla kriget, avkolonialisering - Föregicks av – tysta generationen - Efterträddes av – generation X |

Babyboomers, baby boomers, boomers eller babyboomgenerationen (av engelska: Baby boomers) är en definition av personer som är födda mellan krigsslutet 1945 och början av 1960-talet (alternativt 1964). Begreppet kopplas ofta till förhållandena i USA, som under den här perioden upplevde ovanligt höga födelsetal (jämför babyboom). Denna generation anses, till skillnad från andra generationer, besitta en högre arbetstillfredsställelse samt inte vara så villiga att lämna sina arbetsplatser.

## Karaktär
Generationen präglas av att den inleddes under en period med ökat barnafödande i många länder, efter den oroliga tiden under andra världskriget. Generationen växte upp under efterkrigstiden, under en tid med ofta stark ekonomisk tillväxt och ökande konsumtion.
Den var en generation som var märkbart friskare och ekonomiskt rikare än tidigare generationer. Det var också den första generationen (i industriländer) med en uttalad tonårstid, och under 1950-talet blev rock'n'roll ett exempel på en framväxande och tydlig ungdomskultur.
Under 1960-talet deltog representanter från denna generation i många studentrevolter och rättighetsbaserade rörelser. Generationen anses ha varit målinriktad och ifrågasättande, samt intresserad på yrkeskarriären.
Babyboomers hade, i jämförelse med senare generation, fortfarande en del traditionella familjevärderingar. Representanter för senare generationer kan ibland (åtminstone på engelska) tala något nedsättande av generationen som "OK boomer", utifrån att dessa äldre personer inte anses förstå nyare fenomen. Detta begrepp gavs 2019 stor spridning i sociala medier, när den nyzeeländska politikern Chlöe Swarbrick (född 1994) använde det efter att ha häcklats under ett tal i Nya Zeelands parlament.

## Sverige
Den svenska motsvarigheten är närmast årskullarna från 1940-talet, kända under begrepp som Fyrtiotalister, Jätteproppen Orvar eller Köttberget). Landet upplevde en födelsetopp med drygt 135 000 födda barn år 1945, en siffra som senare aldrig överträffats. Under 1950-talet var födelsetalen istället relativt låga, före en ny ökning mot slutet av 1960-talet.
Vanliga förnamn för svenska barn födda under 1940-talet är bland flickorna Eva, Lena, Karin, Kerstin, Birgitta och Kristina. Bland pojkarna är Lars, Jan, Hans, Bo, Peter och Mats vanliga namn.

## Övriga Europa
Storbritannien hade höga födelsetal redan mot slutet av andra världskriget, med en födelsetopp 1947. Därefter sjönk födelsetalen i början av 1950-talet, för att därefter stiga igen.